# Przedział wiarygodności

Przykład 90-procentowego przedziału wiarygodności o najwyższej gęstości dla niesymetrycznego rozkładu a posteriori.

Przedział wiarygodności (albo przedział wiarogodności) – przedział używany do scharakteryzowania rozkładu prawdopodobieństwa stosowany w statystyce bayesowskiej. Przedział wiarygodności wyznacza się tak, żeby nieobserwowana wprost wartość parametru mieściła się w nim z określonym prawdopodobieństwem. Na przykład jeżeli na podstawie eksperymentu mającego na celu określenie rozkładu możliwych wartości parametru {\displaystyle \mu } stwierdzimy, że prawdopodobieństwo, iż {\displaystyle \mu } leży pomiędzy 35 a 45, wynosi 0,95, to {\displaystyle 35\leqslant \mu \leqslant 45} będzie 95-procentowym przedziałem wiarygodności.
Za pomocą przedziałów wiarygodności zwykle charakteryzuje się rozkłady prawdopodobieństwa a posteriori lub predykcyjne rozkłady prawdopodobieństwa. Uogólnieniem przedziału wiarygodności na problemy wielowymiarowe jest region wiarygodności.
Przedziały wiarygodności są bayesowskim odpowiednikiem przedziałów ufności stosowanych w ramach wnioskowania częstościowego. Obie koncepcje wywodzą się z różnych filozofii: w przypadku przedziałów bayesowskich krańce przedziałów trakuje się jako stałe, a szacowany parametr jako zmienną losową, podczas gdy w przypadku częstościowych przedziałów ufności stałą jest szacowany parametr, zaś krańce są zmiennymi losowymi. Ponadto bayesowskie przedziały wiarygodności korzystają z wiedzy na temat rozkładu a priori właściwego w danym kontekście (a nawet wymagają założenia takiego rozkładu), podczas gdy częstościowe przedziały nie korzystają z takiego założenia.

## Wybór przedziału wiarygodności
Przedziały wiarygodności nie są unikalne. Dla danego rozkładu a posteriori można wyznaczyć niekończoną liczbę 95-procentowych przedziałów wiarygodności. Istnieje w związku z tym wiele metod definiowania odpowiedniego przedziału wiarygodności:
- Wybór najwęższego przedziału. W przypadku rozkładu jednomodalnego przedział ten będzie obejmował dominantę (maksimum a posteriori). Taki przedział nazywany jest czasem przedziałem o najwyższej gęstości a posteriori (ang. highest posterior density interval, HPDI).
- Wybór przedziału, w przypadku którego prawdopodobieństwo znalezienia się poniżej dolnego krańca przedziału jest tak samo, jak prawdopodobieństwo znalezienia się powyżej górnego krańca. Przedział ten będzie obejmował medianę. Taki przedział nazywa się czasem przedziałem o równych ogonach (ang. equal-tailed interval).
- Jeżeli średnia (wartość oczekiwana) rozkładu a posteriori istnieje, można wybrać przedział, dla którego średnia jest punktem centralnym.

W przypadku problemów wielowymiarowych obszar wiarygodności o najwyżej gęstości a posteriori jest ograniczony odpowiednią linią konturową gęstości prawdopodobieństwa.